# Ialtris
Ialtris – rodzaj węży z podrodziny ślimaczarzy (Dipsadinae) w rodzinie połozowatych (Colubridae).

## Zasięg występowania
Rodzaj obejmuje gatunki występujące na wyspie Haiti.

## Systematyka

### Etymologia
- Ialtris: gr. ιαλτος ialtos „wysłany”, od ιαλλω iallō „wysłać, rzucić”[5].
- Darlingtonia: Philip Jackson Darlington Jr. (1904–1983), amerykański entomolog i biogeograf[3]. Gatunek typowy: Darlingtonia haetiana Cochran, 1935.

### Podział systematyczny
Do rodzaju należą następujące gatunki:
- Ialtris agyrtes Schwartz & Rossman, 1976
- Ialtris dorsalis (Günther, 1858)
- Ialtris haetianus (Cochran, 1935)
- Ialtris parishi Cochran, 1932